# دنيس اولسون
دنيس اولسون (بالسويدية: Dennis Olsson)‏ (3 أكتوبر 1994 بسوندسفال في السويد - ) هو لاعب كرة قدم سويدي في مركز الدفاع. شارك مع منتخب السويد تحت 17 سنة لكرة القدم ومنتخب السويد تحت 21 سنة لكرة القدم. أما مع النوادي، فقد لعب مع نادي سوندسفال ‏.

## وصلات خارجية
- دنيس اولسون على موقع اتحاد السويد (السويدية)
- دنيس اولسون على موقع قاعدة بيانات كرة القدم.إي يو (الإنجليزية)
- دنيس اولسون على موقع Soccerway.com (الإنجليزية)